# Буцо и Срђан
Буцо и Срђан су југословенски и хрватски поп рок музичари. Овај популарни дубровачки дуо из седамдесетих и осмадесетих година прошлог века, основали су Љубомир Буцо Пенде и Срђан Гјивоје.

## Биографија
Пријатељство Буце и Срђана траје годинама, а прије њихове заједничке каријере били су запажени на дубровачкој музичкој сцени: Буцо као члан групе Либетрас, док је Срђан био члан ансамбла Линђо. Буцо, као сликар и певач, те Срђан као јак, класичан гитариста, својим су вокалима направили нешто тако једноставно, али врло емоционално - неизоставан део сентименталне историје.

## Каријера
По узору на светски популарни дуо Сајмон и Гарфанкл, у Београду је деловао дуо Влада и Бајка, а у Дубровнику Буцо и Срђан.
Своју музику називали су роком, али једним благим роком - оно што је данас познато као unplugged. Временом су их пратили реномирани поп и рок музичари, некада гудачи, па и цијели симфонијски оркестар.
Почетком деведесетих обојица напуштају Дубровник - Буцо одлази у Њемачку, а Срђан у САД, где и данас живи. 
У међувремену, Буцо се вратио у Дубровник, где има своју продајну галерију а повремено и наступа.
Током 2007. године, одржали су два повратничка концерта у оквиру поноћног програма Дубровачких летњих игара, а дио старих материјала објављују на ЦД компилацији.
Већину песама компоновао је Љубомир Буцо Пенде, а сарађивали су и са: Ђелом Јусићем, Хрвојем Хегедушићем и Јосипом Слишком.
Међу најпознатије песме убрајају се: Лула старог капетана, Добро јутро, Маргарета, Неуснуле ноћи, Дуго у ноћ, Ако ове ноћи одем ја...

## Фестивали
Опатија:
- Елегија, друго место, '73
- Балада и младићу и ружи (са Хрвојем Хегедушићем), шесто место, '74
- Сонет (Вече шансона и слободних форми, соло Буцо Пенде), '79

Сплит:
- Блажени нек су они часи, '74
- Разговара земља стара (Вече далматинске шансоне), награда жирија новинара, '78

Загреб:
- Добро јутро, Маргарета, друго место, '73
- Дуго у ноћ, у зимску бијелу ноћ (Вече шансона), победничка песма, '74

Boom festival:
- Ако ове ноћи, Љубљана '73

Скопље:
- Само сон, '78

Макфест, Штип:
- После толку сни, '86 (соло Буцо Пенде)